# 8203 Джоґолеман
8203 Джоґолеман (8203 Jogolehmann) — астероїд головного поясу, відкритий 7 лютого 1994 року.
Тіссеранів параметр щодо Юпітера — 3,190.